# Bengt Pohjanen
Bengt Erik Benediktus Pohjanen (finnül Penktti Pohjanen, valamint Benedikt atya, ortodox lelkészként) (Svédország, Kassa, 1944. június 26. –) svédországi finn író, fordító, lelkész, könyvkiadó. A finn határnál lévő Haparandában él. Meänkieli nyelvű.

## Irodalmi tevékenysége
Novellákat, regényeket, forgatókönyveket, dalokat, verseket ír három nyelven: svédül, finnül és meänkieli nyelven, a Met (meänkieliül Mi) folyóirat főszerkesztője. Több munkája szól a laestadianizmusról. Lefordította a négy evangéliumot meänkieli nyelvre.

## Lelkészi hivatása
2004. december 4-én és 5-én szentelték fel ortodox papnak, onnantól lelkészi neve Benediktus atya. Mielőtt 1984-ben áttért az orosz-ortodox hitre, evangélikus lelkész volt. Evangélikus lelkészként Malmbergben szolgált, Gällivare mellett, valamint Muonionalustában és Överkalixban.

## Könyvei
- Mystik och literatur (1976)
- Med seende ögon (1979)
- Och fiskarna svarar Guds frid (1979)
- Ropandes röst (1981)
- Kasaland (1984)
- Kamos i hjärtat av vintern (1986)
- Kosackens offer (1988)
- Dagning, röd! (1988)
- Lugern (1989)
- Silvertorpeden (1992)
- Land i lågor (1992)
- Himlalots (1995)
- Dödens ängar (1995)
- Söte Jesus (1996)
- Kristallarken (1998)
- Helvetets bakre vägg (1999)
- På ett litet men vilar ett helt millennium (2000)
- Trevliga djävlar (2003)
- En svensk Markuspassion (2004)
- Gränsvind (2004)
- Meänkieli – rätt och lätt (2005) – Meänkieli nyelv|meänkieli nyelvkönyv
- Gränsens tredje rum (2006)
- Meänkieli – rätt och lätt – 2. kiadás (2007)
- Smugglarkungens son (2007)
- Den tornedalsfinska litteraturen (2007)
- Kalevala på meänkieli (4 első ének) (2007)
- Nous (2007)

## Magyarul
- A csempészkirály fia; ford., utószó, jegyz. M. Bodrogi Enikő; Koinónia, Kolozsvár, 2011

## Fordítás
- Ez a szócikk részben vagy egészben  a   Bengt Pohjanen című svéd Wikipédia-szócikk ezen változatának fordításán alapul.  Az eredeti cikk szerkesztőit annak laptörténete sorolja fel. Ez a jelzés csupán a megfogalmazás eredetét és a szerzői jogokat jelzi, nem szolgál a cikkben szereplő információk forrásmegjelöléseként.
- Ez a szócikk részben vagy egészben  a   Bengt Pohjanen című finn Wikipédia-szócikk ezen változatának fordításán alapul.  Az eredeti cikk szerkesztőit annak laptörténete sorolja fel. Ez a jelzés csupán a megfogalmazás eredetét és a szerzői jogokat jelzi, nem szolgál a cikkben szereplő információk forrásmegjelöléseként.